# Hensmania stoniella
Hensmania stoniella är en grästrädsväxtart som beskrevs av Gregory John Keighery. Hensmania stoniella ingår i släktet Hensmania och familjen grästrädsväxter. Inga underarter finns listade i Catalogue of Life.